# 日本航空422號班機事故
日本航空422號班機（JL422）是一班由巴黎經倫敦、安克拉治飛往東京的國際定期航班。1975年12月16日，註冊編號為JA8122的波音747執行該班機時在安克拉治國際機場滑出結冰的滑行道，造成2人重傷，9人輕傷。

## 班機情況
為繞開蘇聯領空，日本航空的部分歐洲航線使用北極航線，取道安克雷奇前往日本，JL422號班機就是其中之一。日航曾於1961年6月開通東京-安克雷奇-哥本哈根-倫敦-巴黎的航班（航班號JL401/400和JL403/402），機型為道格拉斯DC-8，飛行時間17小時50分鐘。而不經哥本哈根的JL421/422號班機1970年3月前即已存在，當時仍使用DC-8，後改用波音747。而在1974年，JL422號班機固定每週二、四飛航，累計飛行時間為17小時20分鐘。
發生事故的JA8122是一架1974年3月12日首飛的波音747-246B型，生產序列號20924，生產線編號235，使用四台普惠JT9D-7AW引擎，事發時機齡1年零9個月，已累計飛行5569小時。事發時，機上人員包括機長金田昇，副駕駛齋井友治，飛航工程師中川純（以上均為音譯），17名空中乘務員及101名乘客。

## 事故經過

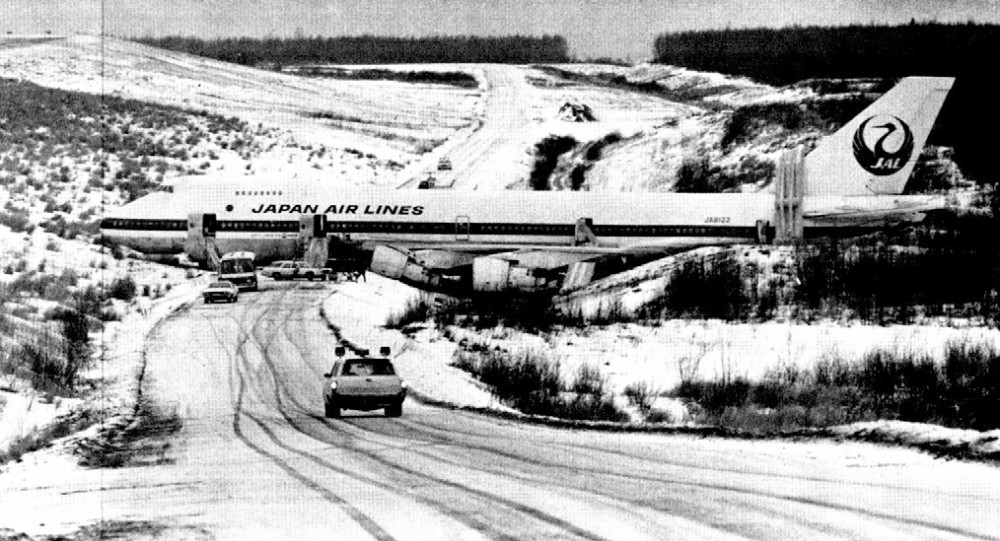
事故现场

JL422號班機於17時42分從倫敦飛抵安克雷奇，其後更換機組。當時安克雷奇機場一帶正下小雪，亦有殘餘的積冰積雪，但跑道積雪後來已被機場工作人員鏟去。17時57分，機場一帶刮起東南風，風速22節，地面溫度降至冰點以下，機場一帶18時15分時下起小雨。
19時04分，JL422班機離開航站樓，沿與06/24跑道平行的東西向滑行道滑行至6R跑道。當時風向120°-130°，風速15節至32節。機長當時擔心側風超過20節，但滑行期間制動系統正常。而副機長則聲稱飛機在滑行道上有滑動趨勢。
機長在開始操縱飛機起飛時聽見左側發出類似於壓縮機失速的響聲，隨即中止起飛。副機長稱當時發動機壓力比已從1.3增至1.4，飛航工程師則看見了第二壓力比指示器的指針擺動。飛機隨即滑行回航站樓，而2號引擎的壓力比已增至1.46。
19時42分，飛機返回航站樓接受對1、2號引擎的檢查，燃油被加至7,000磅以補充等待時間內消耗的燃油。此時，機長收到日航東京總部的電傳，得知羽田機場於日本當地時間23時後禁止飛機降落，故JL422號班機需要在阿拉斯加時間21時之前起飛，以便於禁飛開始前抵達東京。機長隨即決定再次滑行至跑道。
20時04分，從6L跑道起飛的JL1008號班機（一架DC-8）向日航簽派員報告了滑行與起飛的條件，JL422號班機的機長也在日航頻率上得知此情況。機場工作人員於20時20分左右估計了跑道上的制動條件，但沒有檢查滑行道。10分鐘後，JL422號班機被拖出登機閘口，但因飛機牽引車在冰面打滑而延誤。20時30分30秒，塔台內的美国联邦航空管理局地面管制員向阿拉斯加韋恩航空15號班機通報了機坪濕滑，通往6L、6R跑道的滑行道“非常濕滑”的情況。20時35分25秒，一輛機場維修貨車的駕駛員告知塔台。6R跑道濕滑，故需馬上撒沙。
11分鐘後，JL422號班機請求滑行指示，塔台通知其使用6L或6R跑道，風向140°，風速25節。機長選擇了從6R跑道起飛，穿過13/31跑道，開始在通往6R跑道的東西向滑行道滑行，但工作人員此前未在滑行道上採取撒沙或撒尿素等防滑措施。飛機以平均9.9節的速度滑行，而慣性導航系統顯示其速度在5至10節之間。20時53分，塔台通知JL422班機小心滑行，因滑行道“極度濕滑”。機長事後稱滑行並不困難，但在塔台提醒後，飛機開始向右側滑，機長試圖以前輪轉向和制動以使飛機恢復原位，速度降至5節後又開始滑動，機頭偏離滑行道中心線10°至15°。機長隨即採取最大制動措施，但飛機仍在滑動，只得增加四個引擎的反向推力，飛機得以停止滑動。機長懷疑飛機滑行燈遭到了撞擊，關閉所有發動機，並提醒副機長呼叫牽引車以將飛機拖回。
飛機隨即向右傾斜，機頭朝向與滑行道的夾角達到70°。飛機又向後滑動，撞上路堤，最終以垂直于滑行道，右側機翼近地的姿態停下，而事發地點的坡度約為-13°。乘務員隨即開始指揮機上人員緊急撤離，所有乘客於60秒內逃生。飛機並未起火，機長與一名乘客受到腰椎處的壓縮骨折，飛航工程師、一名乘務員及7名乘客在事故中受輕傷。

## 調查及修復
當班機組人員並無任何資格上的問題，飛機亦處在適航狀態，未有超載，儀器與結構未見故障。機組人員對機場天氣情況亦有足夠的了解。然而，機場工作人員並未充分意識到積冰對機場安全運營的威脅，沒有在滑行道採取防滑措施，再加上側風的影響，這導致飛機失控並滑至滑行道北側，機身損毀。
這架受損的波音747後來被三台起重機吊起，並且移至臨時開闢的路面上，機尾下部亦換上新的蒙皮，修復至1976年9月才重新投入運營，1996年1月從日航退役。

## 外部連結
- Airliners.net涉事客機照片 （页面存档备份，存于）（機身當時貼有沖繩國際海洋博覽會的宣傳貼紙）